# Fortezza di Montalcino
La fortezza di Montalcino è una roccaforte di pianta approssimativamente pentagonale munita di una torre ad ogni angolo, situata nella parte meridionale del paese di Montalcino.

## Progettazione e costruzione
La costruzione della fortezza, voluta dai Senesi, fu iniziata nel 1361 sotto la direzione degli architetti senesi Mino Foresi e Domenico di Feo: al suo completamento nel 1368 furono insediati dei castellani, il primo dei quali fu Francesco Sozzini. Precedentemente alla sua costruzione sul sito dell'attuale fortezza vi erano strutture del Duecento e un'antica basilica dedicata a San Egidio: queste strutture, tra cui il mastio di San Martino, il torrione di San Giovanni assieme alla sola navata sinistra della basilica furono incorporate nella costruzione della fortezza.

## Struttura

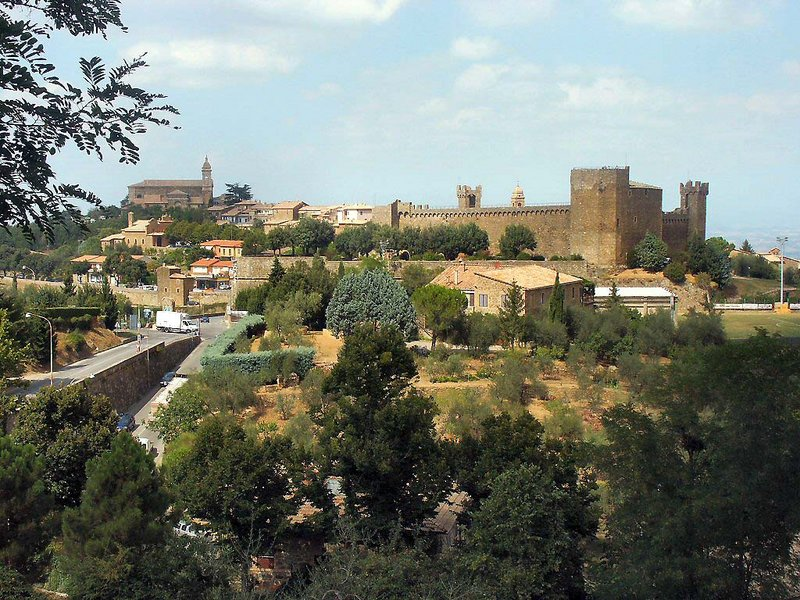
Fortezza di Montalcino

La fortezza presenta una struttura inedita per l'epoca della sua costruzione in quanto aveva una pianta pentagonale al contrario della pianta quadrata adottata dalle fortificazioni di epoca precedente. La fortezza è dotata di una torre ad ogni angolo. L'ingresso alla fortezza avviene per mezzo di una rampa che arriva alla porta della fortezza. Alla base del muro a scarpa e delle torri si trovano numerose feritoie: lungo il cammino di ronda sono presenti molte caditoie da cui durante gli attacchi venivano fatte cadere pietre che raggiungendo per forza di gravità una notevole velocità al momento di toccare la scarpa (base) del muro cambiavano la loro traiettoria in un moto orizzontale falciando gli attaccanti che si trovavano lungo la loro traiettoria.
La fortezza comprende, in senso orario:
- La Porta, affiancata alla torre di Nord-Ovest , che consente l’accesso alla rocca per mezzo di una rampa.
- La cappella, addossata alle mura sul lato Nord[1].
- La torre di Nord-Est.
- La torre Est.
- La torre di Sud-Est affiancata dal mastio di San Martino[2]
- il mastio o cassero di San Martino situato nella parte Sud[2]: dal mastio si accede ad un camminamento di ronda che si snoda lungo tutto il perimetro delle mura della fortezza[1].
- il bastione di San Giovanni, posto ad Sud-Ovest della fortezza è esterno alla fortezza e con essa collegato da una porta: venne edificato dopo la resa della fortezza il 31 luglio del 1559[1], oggi sul bastione è situato un piccolo parco costituito da un giardino dei lecci, albero che probabilmente è all'origine del nome di Montalcino[1].
- il torrione di San Giovanni[2] situato ad Ovest.

## Storia
Durante la sua esistenza la fortezza vide numerose fatti d'armi, come l’assedio del 1553, anche se il più importante dei quali fu l'ultimo, alla fine della guerra di Siena. Nel corso della guerra di Siena i Senesi furono sconfitti il 2 agosto 1554 nella battaglia di Scannagallo (conosciuta anche come la battaglia di Marciano), la sconfitta fu seguita dall'assedio di Siena che si arrese il 17 aprile 1555: una parte dei Senesi per preservare l'esistenza della Repubblica di Siena si rifuggiarono a Montalcino, il cui centro abitato era munito di una completa cintura di mura e dotato di una notevole opera difensiva, la fortezza, dando vita alla Repubblica di Siena riparata in Montalcino. Nonostante tutti gli sforzi anche Montalcino e la sua fortezza dovette arrendersi il 31 luglio 1559.

## Leggenda
Secondo una leggenda ancora viva a metà del Novento dai sotterranei del torrione di San Giovanni partiva una galleria percorribile anche con carri trainati da muli che conduceva ad un casolare dall'altra parte della vallata prospiciente la fortezza, in questo modo sarebbero arrivate le vettovaglie che permisero ai difensori della fortezza di resistere a lungo in varie occasioni, a seguito di un terremoto il tunnel sarebbe crollato parzialmente divenendo non più agibile.